# José María Biurrun Marcos
José María Biurrun Marcos (Madrid, 6 de desembre de 1946) és un editor de cinema i televisió espanyol. Començà treballant com a editor i muntador de cinema per a TVE en la dècada del 1970, a les sèries Cuentos y leyendas (1974), Los libros (1977) i Fortunata y Jacinta (1980). Debutà en llargmetratges com a editor de Mario Camus a La colmena (1982), Los santos inocentes (1984), La rusa, La casa de Bernarda Alba (1987), Sombras en una batalla (1993) i la minisèrie La forja de un rebelde (1990). Després de participar en les sèries Lleno, por favor (1993), ¿Quién da la vez? (1995) i Turno de oficio: Diez años después (1996), va editar la pel·lícula de Camus El color de las nubes, amb la qual fou nominat al Goya al millor muntatge i va rebre la Medalla del CEC al millor muntatge. El 2004 tornaria a ser nominat al Goya al millor muntatge per Horas de luz.

## Filmografia
- Cuentos y leyendas (1974)
- Los libros (1977)
- Fortunata y Jacinta (1980)
- La colmena (1982)
- Los santos inocentes (1984)
- El hermano bastardo de Dios (1986)
- La casa de Bernarda Alba (1987)
- La rusa (1987)
- Viento de cólera (1988)
- La forja de un rebelde (1990)
- Réquiem por Granada (1991)
- Sombras en una batalla (1993)
- Lleno, por favor (1993)
- ¿Quién da la vez? (1995)
- Mar de luna (1995)
- Turno de oficio: Diez años después (1996)
- El color de las nubes (1997)
- Este es mi barrio (1997)
- la pistola de mi hermano (1997)
- Manos a la obra (1998)
- La playa de los galgos (2002)
- Planta 4ª (2003)
- Horas de luz (2004)
- Manolito Gafotas (2004)
- El prado de las estrellas (2007)
- El libro de las aguas (2008)